# Kaisha
"Kaisha" je 77. epizoda HBO-ove televizijske serije Obitelj Soprano i 12. u šestoj sezoni serije, odnosno posljednja epizoda prvog dijela šeste sezone. Napisali su je Terence Winter, David Chase i Matthew Weiner, režirao Alan Taylor, a originalno je emitirana 4. lipnja 2006.

## Radnja
Carlo Gervasi odbacuje glavu "Fat Doma" Gamiella u kanalizaciju, dok je Silvio sredio da se tijelo baci na obalu. Phil Leotardo sa svojom ljubavnicom stiže u svoju brokersku poslovnicu, čiji je paravan frizerski salon. Dok se približavaju zgradi, prostor eksplodira, a eksplozija ih odbaci na ulicu. Gledajući iz obližnjeg auta, Benny Fazio nazove Tonyja kako bi mu javio da je operacija uspjela. Tony je zadovoljan što je Phil bio tako blizu kad je bomba eksplodirala. 
Little Carmine ugošćava sastanak između New Yorka i New Jerseyja s Tonyjem, Silviom, Philom, Gerryjem Torcianom i Butchom DeConcinijem. Phil kritizira njegove zbunjujuće upute i našali se na račun Vita Spataforea, što uvrijedi Tonyja. Tony podsjeća Phila da je Vito bio jedan od njegovih kapetana i spomene koliko je zarađivao. Phil spominje "nestanak" Fat Doma. Silvio i Tony odglume ignoriranje. Little Carmine ih podsjeća na temu sastanka te sugerira kako svađa košta obje strane. Tony i Phil pristanu na primirje, ali se sve raspada kad Little Carmine nastavlja pričati i spomene Philova brata, što ovoga razbjesni. Izleti van, usput uvrijedivši Tonyja i Little Carminea. Phil kasnije razgovara o Tonyju sa svojim kapetanima Albiejem Cianfloneom, Gerryjem i Butchom. Potonji je posebno kritičan prema Tonyju te predloži njegovu likvidaciju. Phil to odbije, a Butch predloži biranje "nekoga od tamo".
Tony dovršava posao s nekretninom Jamba Juicea i ispričava se posrednici Julianni Skiff zbog svoga ponašanja pri njihovu zadnjem susretu. Opet joj se počne udvarati, ali ga ona pristojno odbije. U međuvremenu, Christopher i Kelli Moltisanti razgovaraju o dekoriranju dječje sobe. Christopher se brine da pripremaju žar dok je zec još u šumi. Kelli mu kaže da se okani takvih misli i uživa u trenutku, podsjetivši ga da ona nema zdravstvenih tegoba kao njegova bivša, Adriana La Cerva.
Dok Tony, Christopher, Bobby i A.J. na Dan zahvalnosti gledaju američki nogomet, Tony ispituje Christophera o njegovim tajnim telefonskim pozivima, a Christopher priznaje da ima novu ljubavnicu, "Kaishu". Tony ga kritizira jer se upušta u aferu dok u kući ima trudnu ženu, ali shvati kad mu ovaj kaže kako je "igralište zatvoreno". Nakon što Bobby upita zašto Christopher nije doveo Kaishu, Christopher objašnjava da je crnkinja te navodi Pauliejev rasizam kao razlog što ju drži po strani.  
Međutim, Kaisha ne postoji već Christopher viđa Juliannu Skiff, koju je upoznao na sastanku Anonimnih alkoholičara. Ona ga upita kako mu se može sviđati osoba koja bi spavala s oženjenim muškarcem. On joj kaže kako je na brzinu uletio u brak s Kelli te da ne želi obitelj s njom, i da ona "nema pojma tko je on". Tony se nastavlja udvarati Julianni, ali ona ga odbija i nastavlja aferu s Christopherom te s njim dvaput uživa u uzimanju droge.
Kasnije, u Satriale'su, Tony primjećuje kako Christopher niže niz ulicu razgovara s Juliannom u njezinom autu. Ispituje Christophera, koji upita za Tonyjevu verziju onoga što se dogodilo između njih, te se pretvara da je Julianna prijateljica s "Kaishom". Christopher i Julianna nastavljaju pušiti heroin i zavaravaju se razgovarajući o svojoj sposobnosti da kontroliraju uzimanje droge i integriraju sve to u svoje živote. Christopher joj kaže kako mora otkriti Tonyju njihovu vezu kako bi ga spriječio da otkrije da se ponovno drogira. Christopher naiđe na Tonyja u Bingu i kaže mu istinu o svojoj vezi s Juliannom. Tony mu kaže da s njom može činiti što god hoće.
Na terapiji, Tony razgovara o svojem gnjevu jer je "nagrađen" za svoju vjernost Christopherovom vezom sa ženom koju je on želio za sebe. Dr. Melfi je zadovoljna što Tony nije reagirao na situaciju nasilno, odnosno da je to posljedica njegova stava da je svaki novi dan dar — ne mora spavati sa svakom ženom koju upozna. Tony iznese svoj zaključak kako sve žene koje je želio, pa i dr. Melfi, dijele neke kvalitete, te da to mora biti razlog što je nastavlja viđati, jer se "s terapijom ništa ne mijenja".
Radeći na gradilištu, A.J. gleda kako Paulie uzima novac od lijepe portorikanske djevojke, Blance, koja radi na gradilištu. A.J. je očaran njome te joj se predstavi. Pijući s drugim radnicima, A.J. primjećuje kako Blanca pleše. Ona mu zavodljivo priđe kako bi nastavili prekinuti razgovor na gradilištu i potakne A.J.-a da je izvede, iako ga upozorava da ima trogodišnjeg sina, Hectora. Napiše mu broj telefona na salvetu, na što A.J. kaže kako je napisala samo šest brojeva, umjesto sedam. Blanca kaže kako zna i da će se morati potruditi da izađe s njom. Na njihovu spoju, dok gledaju televiziju u njezinu stanu i dok njezin sin spava, skupina mladića na ulici počne puštati glasnu glazbu. Ona ih zamoli da se udalje, ali oni je samo opsuju. Ona kaže A.J.-u da ih je njezin bivši znao pretući, što njega nagna da sve riješi na svoj način: potkupi ih biciklom koji je dobio na dar od roditelja, što mladići prihvaćaju i mirno se udaljavaju. Par se kasnije upušta u neobuzdani seks. Tijekom kasnijeg razgovora u krevetu, A.J. upita da li Blanci smeta razlika u godinama. Ona se samo nasmije i upita ga da li njega smeta činjenica da ona ima sina, na što A.J. odvraća da voli djecu.
Carmela posjećuje Liz La Cervu u bolnici gdje otkriva kako je svezana u krevetu nakon što je pokušala izvršiti samoubojstvo. Carmela se vraća kući i kaže Tonyju da je Liz na taj potez navelo pismo iz Vojske spasa, organizacije kojoj je Adriana svake godine donirala novac. Tony kaže kako je Liz alkoholičarka koja ne može prihvatiti stvarnost da se Adriana odselila jer ju nije mogla podnijeti. Carmela se uvrijedi na takvu sugestiju, još pod utjecajem Meadowine selidbe dva tjedna ranije. Carmela ponovno prigovori kako su gradnja njezine kuće na obali, ali i njezin život, u zastoju. Tony je pokuša utješiti istaknuvši kako je stanje s A.J.-em bolje. Carmela predloži da unajme privatnog istražitelja da pronađe Adrianu; Tony je pokuša odvratiti od te namjere, ali ona se ne da. Tony se nakon toga sastaje sa Silviom u Bingu i kaže mu da pritisne građevinskog inspektora kako bi se građevinski projekt nastavio, nadajući se da će joj to odvratiti pozornost. Nakon što je dozvola konačno izdana, ona shvaća kako je to Tonyjevo djelo i zahvali mu na tome. Međutim, ne shvaća zašto joj je Tony odlučio napraviti uslugu baš tada.
Kod kuće, Carmela sređuje papirologiju i priprema božićnu večeru. Tonyjeve se nade da će joj gradnja kuće odvratiti pozornost pokazuju opravdanima, jer ona odbacuje vizit-kartu privatnog istražitelja kojeg je željela angažirati te umjesto toga naziva krovopokrivača. Obitelj se okuplja na božićnoj večeri. A.J. stiže s Blancom i Hectorom. Hugh primjećuje Blancinu ogrlicu, koju joj je kupio A.J. U drugoj prostoriji, Carmela i Tony razgovaraju o Blanci. Carmela ne odobrava ni njezinu dob ni rasu, ali se Tony ne slaže jer mu je naizgled drago da mu se sin ponaša zrelije. Nakon što Tony kaže A.J.-u da mu je mogao pomoći s ogrlicom, A.J. odgovara, "Imam posao". Blanca komplimentira Carmeli na prelijepom domu, a ova joj zahvaljuje. Cijela se produžena obitelj okuplja oko božićnog drvca dok u pozadini svira božićna glazba.
U domu Leotardovih, Phil i njegova supruga Patty razgovaraju o božićnoj večeri, a Phil se požali kako se ne osjeća dobro. Odlaze u hitnu pomoć, gdje liječnik Philu dijagnozira plinove, a ne srčani udar. Međutim, te noći, Phil se probudi hiperventilirajući, misleći kako umire te biva hitno prebačen u bolnicu. Murmur donosi vijesti kako je Phil doživio srčani udar. Tony biva zadovoljan i naručuje rundu pića, ali Silvio i Paulie kritiziraju njegovo veselje, ističući kako je Phil bio podnošljiva teškoća, te da bi bilo koja zamjena mogla donijeti dodatne nevolje. Tony se ne slaže, spomenuvši svađu kod Little Carminea. Agent Harris kaže Tonyju da unutarnji izvori u FBI-u kažu kako bi se Tonyjeva organizacija mogla naći na meti odmazde obitelji Lupertazzi. Tony kasnije posjećuje Phila u bolnici. Ostavši nasamo, Tony kaže Philu o svojoj komi, otkrivši kako je otišao na mjesto koje više ne želi posjetiti. Tony kaže Philu da se oporavi i uživa u svojim unucima i dobrim stvarima u svojem životu, nakon čega Phil počne plakati.
Bobby posjećuje Strica Juniora u rehabilitacijskoj ustanovi i vraća njegov božićni dar (kuvertu s novcem), rekavši kako ne može prihvatiti nakon onoga što se dogodilo s Tonyjem. Junior je evidentno smeten te kaže kako možda nije djelovao sam i kako "priprema [svoj] slučaj" s odvjetnikom, još jednim pacijentom u ustanovi. Po Bobbyjevu odlasku, Junior daje kuvertu dežurnom službeniku.

## Glavni glumci
- James Gandolfini kao Tony Soprano
- Lorraine Bracco kao dr. Jennifer Melfi
- Edie Falco kao Carmela Soprano
- Michael Imperioli kao Christopher Moltisanti
- Dominic Chianese kao Corrado Soprano, Jr.
- Steven Van Zandt kao Silvio Dante
- Tony Sirico kao Paulie Gualtieri
- Robert Iler kao A.J. Soprano
- Jamie-Lynn Sigler kao Meadow Soprano *
- Aida Turturro kao Janice Soprano
- Steve Schirripa kao Bobby Baccalieri
- Frank Vincent kao Phil Leotardo
- Ray Abruzzo kao Little Carmine

* samo potpis

### Gostujući glumci
| - Taleb Adlah kao Ahmed - Tom Aldredge kao Hugh DeAngelis - Adira Amram kao Stacey - Greg Antonacci kao Butch Deconcini - Neal Benari kao Aaron Schaffer - John Bianco kao Gerry Torciano - Denise Borino kao Ginny Sacrimoni - Cara Buono kao Kelli Moltisanti - Brendan Burke kao radnik na gradilištu - Max Casella kao Benny Fazio - John 'Cha Cha' Ciarcia kao Albie Cianflone - Rick Collum kao blagajnik u Satriale'su - Miryam Coppersmith kao Sophia Baccalieri - Ciaran Crawford kao Teddy - Tony Cucci kao Dom Gamiello - Greg D'Agostino kao Jimmy Lauria - Rob Falcone kao g. Caravalho - Arabella Field kao Amy - Stink Fisher kao Warren - Anthony Garcia kao tinejdžer #1 - Kadin George kao Hector Selgado - Kobi George kao Hector Selgado - Suzanne Hevner kao Val - Donnie Keshawarz kao Muhammed | - Brianna Laughlin kao Domenica Baccalieri - Kimberly Laughlin kao Domenica Baccalieri - Antoinette LaVecchia kao Paula Salerno - Geraldine LiBrandi kao Patty Leotardo - Aasif Mandvi kao dr. Abu Bilal - Jeffrey M. Marchetti kao Peter LaRosa - Julianna Margulies kao Julianna Skiff - Jonathan Marino Cuellar kao tinejdžer #3 - Angelo Massagli kao Bobby Baccalieri Jr. - Patty McCormack kao Liz LaCerva - Keith Moyer kao pacijent u bolnici - Arthur J. Nascarella kao Carlo Gervasi - Dania Ramirez kao Blanca Selgado - David C. Roehm Sr. kao pacijent u bolnici - Kelvin Santos kao tinejdžer #2 - Matt Servitto kao agent Dwight Harris - Suzanne Shepherd kao Mary DeAngelis - Samuel Smith kao dežurni službenik - Matilda Szydagis kao Yaryna - Schuster Vance kao gnjevni muž u trgovini - Lenny Venito kao James 'Murmur' Zancone - Jeff Williams kao neki član - Eric Zuckerman kao Scott - Samantha Zweben kao posjetiteljica u bolnici |

## Prva pojavljivanja
- Blanca Selgado: A.J.-eva djevojka.
- Butch DeConcini: kapetan u obitelji Lupertazzi koji traži ubojstvo nekoga bliskog Tonyju.

## Naslovna referenca
- Christopherova imaginarna djevojka crnkinja zove se Kaisha.
- Kaisha je i japanska riječ za tvrtku ili korporaciju.
- "Kaisha" je bilo i ime djevojke Credenza Curtisa, ubojice kojeg je Christopher unajmio da ubije Carminea Lupertazzija. Curtisa su ubili Benny i Peter LaRosa nakon što je likvidacija otkazana; Kaisha nikad nije prikazana. Prije ubojstva Curtisa i njegova partnera Stanleyja Johnsona, Curtis je rekao Johnsonu da ne spominje novac (od ubojstva) Kaishi jer će ga tražiti zbog alimentacije.
- Ime Kaisha povezuje se sa slikom nebjelačke, niže socijalne klase koja se može odnositi na Blancu, čija je veza s A.J.-em prilično otvorena i stvarna, ali i međurasna i socioekonomski raznovrsna za razliku od one navodne Christopherove.

## Produkcija
- Radni naziv epizode bio je "Sentimental Journey".
- Epizoda je posvećena Johnu T. Pattersonu, koji je režirao završnice prvih pet sezona i bio regularni redatelj tijekom serije.

## Poveznice s prijašnjim epizodama
- Bobby Jr. na božićnom okupljanju gleda film Casablanca. U prethodnoj epizodi, "Cold Stones", pjesma iz Casablance, "As Time Goes By", svira tijekom odjavne špice.
- Christopher isprva tvrdi kako mu je ljubavnica tamnoputa te da je to razlog zašto je ne dovodi Pauliejevo "rasno sranje". Sam Paulie ima djevojku dominikanskih korijena u epizodi "From Where to Eternity".

## Reference na druge medije
- Christopher spominje kako "50 Cent-ov film" ili Get Rich or Die Tryin' dijele besplatno u automobilskoj praonici. Scenarij za taj film napisao je Terence Winter, koji je bio i jedan od scenarista ove epizode.
- Aasif Mandvi igra liječnika koji pogrešno dijagnozira Phila Leotarda; on je igrao i liječnika hitne službe u Analiziraj ovo, koji je dijagnozirao napadaje panike Roberta De Nira i zbog toga završio pretučen.
- Christopherov komentar o pingvinima koji provode dugo vremena čuvajući jaje samo kako bi izgubili žensku unutra odnosi se na film March of the Penguins.
- A.J. i Blanca prije buke koja budi Hectora gledaju Junfer u četrdesetoj.

## Glazba
- "Precious" The Pretendersa svira kad A.J. u baru dobiva Blancin broj.
- Epizoda počinje i završava pjesmom Rolling Stonesa "Moonlight Mile". Stih "with a head full of snow" prati Carlov prijevoz Fat Domove smrznute glave. Stih "gonna warm my bones" pojavljuje se kad Phila i njegovu ljubavnicu odbacuje eksplozija.

## Vanjske poveznice
- Kaisha u internetskoj bazi filmova IMDb-a